# Старый Копыл
Старый Копыл — село Слободского сельсовета Лебедянского района Липецкой области.

## География
Расположена в 2,5 км к юго-востоку от Слободки, в 15 к западу от города Лебедянь и в 65 км к северо-западу от Липецка. Имеется тупиковая подъездная дорога к селу от автодороги Лебедянь — Большой Верх.

## История
Первое известное упоминание «села Старый Копыл на речке Копыле» встречается в платежных книгах Елецкого уезда за 1620 год. В документах 1626—1630 годов село названо Никольским (Капыл) на речке Капыле под Романцовым лесом, принадлежащим Бруслановскому стану Елецкого уезда. В 1676 году в Копыле упоминается Никольская церковь и 81 двор. В 1862 году Старый Копыл (Заострожный Верх) уже казённая и владельческая деревня, имевшая 31 двор с проживающими 248 мужчинами и 244 женщинами.

## Население
| 2010 |
| ---- |
| 283  |